# Pterophorus virgo
Pterophorus virgo is een vlinder uit de familie vedermotten (Pterophoridae). De wetenschappelijke naam van deze soort is voor het eerst geldig gepubliceerd in 1913 door Embrik Strand.
De soort komt voor in het Afrotropisch gebied.